# 대한민국 형사소송법 제228조
대한민국 형사소송법 제228조는 고소권자의 지정에 대한 형사소송법의 조문이다.

## 조문
제228조(고소권자의 지정) 친고죄에 대하여 고소할 자가 없는 경우에 이해관계인의 신청이 있으면 검사는 10일 이내에 고소할 수 있는 자를 지정하여야 한다.

## 참고 문헌
- 손동권 신이철, 새로운 형사소송법(초판, 2013), 세창, 2013. ISBN 9788984114081